# Roy Stake
Roy Johannes Stake, född 17 juni 1922 i Arvika, död 26 maj 1993 i Kalmar, var en svensk tecknare, grafiker och textilkonstnär.
Han var son till lagerföreståndaren Johannes Stake och Maria Skeppstedt och gift första gången 1951–1955 med Greta Nilæus och andra gången med Sonja Möller. Stake fick sin tekniska utbildning till konstnär medan han arbetade vid Pægrotskys skyltmåleriverkstad i Edane innan han arbetade för Andre Nielsen i Köpenhamn, men han räknade sig själv som autodidakt. I studiesyfte företog han ett antal resor till Norge, Danmark och Tyskland. Separat har han ställt ut i bland annat Arvika, Falkenberg, Mariestad och Kalmar. Tillsammans med sin fru och Birgitta Nilzén ställde han ut i Säffle och han medverkade i Decemberutställningarna på Göteborgs konsthall och några av Värmlands konstförenings utställningar på Värmlands museum i Karlstad. Hans konst består av stilleben, interiörer, sportbilder, landskapsskildringar från Halland och bilder som pendlar mellan naturstudium och abstraktion samt nonfigurativa kompositioner och tygtryck samt batik. Stake är representerad vid Mariestads kommun, Falkenbergs kommun och Karlstads kommun.     